# Il Lombardia 2017
111. ročník jednodenního cyklistického závodu Il Lombardia se konal 7. října 2017 v Itálii. Závod dlouhý 247 km vyhrál Ital Vincenzo Nibali z týmu Bahrain–Merida. Na druhém a třetím místě se umístili Francouz Julian Alaphilippe (Quick-Step Floors) a Ital Gianni Moscon (Team Sky).

## Týmy
Závodu se zúčastnilo celkem 25 týmů, včetně 18 UCI WorldTeamů a 7 UCI Professional Continental týmů. Každý tým přijel s osmi jezdci, na start se tedy celkem postavilo 200 jezdců. Do cíle v Comu dojelo 100 jezdců.
UCI WorldTeamy
- AG2R La Mondiale
- Astana
- Bahrain–Merida
- BMC Racing Team
- Bora–Hansgrohe
- Cannondale–Drapac
- FDJ
- LottoNL–Jumbo
- Lotto–Soudal
- Movistar Team
- Orica–Scott
- Quick-Step Floors
- Team Dimension Data
- Team Katusha–Alpecin
- Team Sky
- Team Sunweb
- Trek–Segafredo
- UAE Team Emirates

UCI Professional Continental týmy
- Androni–Sidermec–Bottecchia
- Bardiani–CSF
- Cofidis
- Direct Énergie
- Gazprom–RusVelo
- Nippo–Vini Fantini
- Willier Triestina–Selle Italia

## Výsledky
| Pořadí | Jezdec                   | Tým               | Čas        |
| ------ | ------------------------ | ----------------- | ---------- |
| 1      | Vincenzo Nibali (ITA)    | Bahrain–Merida    | 6h 15' 29" |
| 2      | Julian Alaphilippe (FRA) | Quick-Step Floors | + 28"      |
| 3      | Gianni Moscon (ITA)      | Team Sky          | + 38"      |
| 4      | Alexis Vuillermoz (FRA)  | AG2R La Mondiale  | + 38"      |
| 5      | Thibaut Pinot (FRA)      | FDJ               | + 38"      |
| 6      | Domenico Pozzovivo (ITA) | AG2R La Mondiale  | + 38"      |
| 7      | Fabio Aru (ITA)          | Astana            | + 38"      |
| 8      | Mikel Nieve (ESP)        | Team Sky          | + 40"      |
| 9      | Nairo Quintana (COL)     | Movistar Team     | + 42"      |
| 10     | Sergej Černetský (RUS)   | Astana            | + 47"      |